# Держа (приток Касни)
Держа — река в Смоленской области России, протекает по территории Новодугинского и Сычёвского районов. Устье реки находится в 19 км по левому берегу реки Касни. Длина реки составляет 36 км, площадь водосборного бассейна — 193 км².

## Данные водного реестра
По данным государственного водного реестра России относится к Верхневолжскому бассейновому округу, водохозяйственный участок реки — Вазуза от истока до Зубцовского гидроузла, без реки Яуза до Кармановского гидроузла, речной подбассейн реки — бассейны притоков (Верхней) Волги до Рыбинского водохранилища. Речной бассейн реки — (Верхняя) Волга до Куйбышевского водохранилища (без бассейна Оки).
Код объекта в государственном водном реестре — 08010100312110000001081.